# Mnium paramattense
Mnium paramattense là một loài Rêu trong họ Mniaceae. Loài này được Müll. Hal. mô tả khoa học đầu tiên năm 1851.